# Bernterode (Heilbad Heiligenstadt)
Bernterode ist ein Stadtteil von Heilbad Heiligenstadt im thüringischen Landkreis Eichsfeld.

## Geographie
Bernterode liegt im Obereichsfeld ungefähr acht Kilometer südlich der Kreisstadt Heilbad Heiligenstadt. Der Ort befindet sich in einem Talkessel südlich der Kalteneberschen Höhe (mit dem Ebersberg: 494 m) umgeben von den Bergkuppen Hopfgarten (480 m) im Südwesten, Eichenberg (445 m) im Nordwesten, Kirchberg (454 m) im Osten und Heuberg (453 m) im Südosten. Weitere Nachbarorte sind Martinfeld im Südosten, und Krombach im Südwesten.
Zur ursprünglichen Gemarkung Bernterode gehört auch die Siedlung Ascherode, nahe Martinfeld.

## Geschichte
Ein Henricus de Bernharderode wurde um 1290 erstmals urkundlich erwähnt. Der Ort gehörte damals dem Geschlecht derer von Tastungen. Sie besaßen die hohe und niedere Gerichtsbarkeit über Bernterode, Roderode und Ascherode, der Galgen befand sich auf dem nahen Galgenberg an der Straße nach Heiligenstadt. Der Zehnt von Bernterode und des dicht östlich gelegenen Roderode gehörte dem Martinsstift in Heiligenstadt. Wann das Dorf Roderode aufgegeben wurde, ist nicht bekannt, die Gemarkung wurde dann Bernterode zugeschlagen.
Von schweren Hochwassern war der Ort 1732, 1926 und 1982 betroffen. Ab 1815 war er Teil der preußischen Provinz Sachsen (Kreis Heiligenstadt).
Zur Gemarkung gehören heute die als Wüstungen überlieferten Orte Ascherode und Rodderode. Das Dorf Bernterode zählte um 1840 laut einer statistischen Untersuchung 520 katholische und 6 evangelische Einwohner. Das Patronat über das Dorf übte die Adelsfamilie von Salm-Salm als Grund-, Lehens- und Gerichtsherren aus.

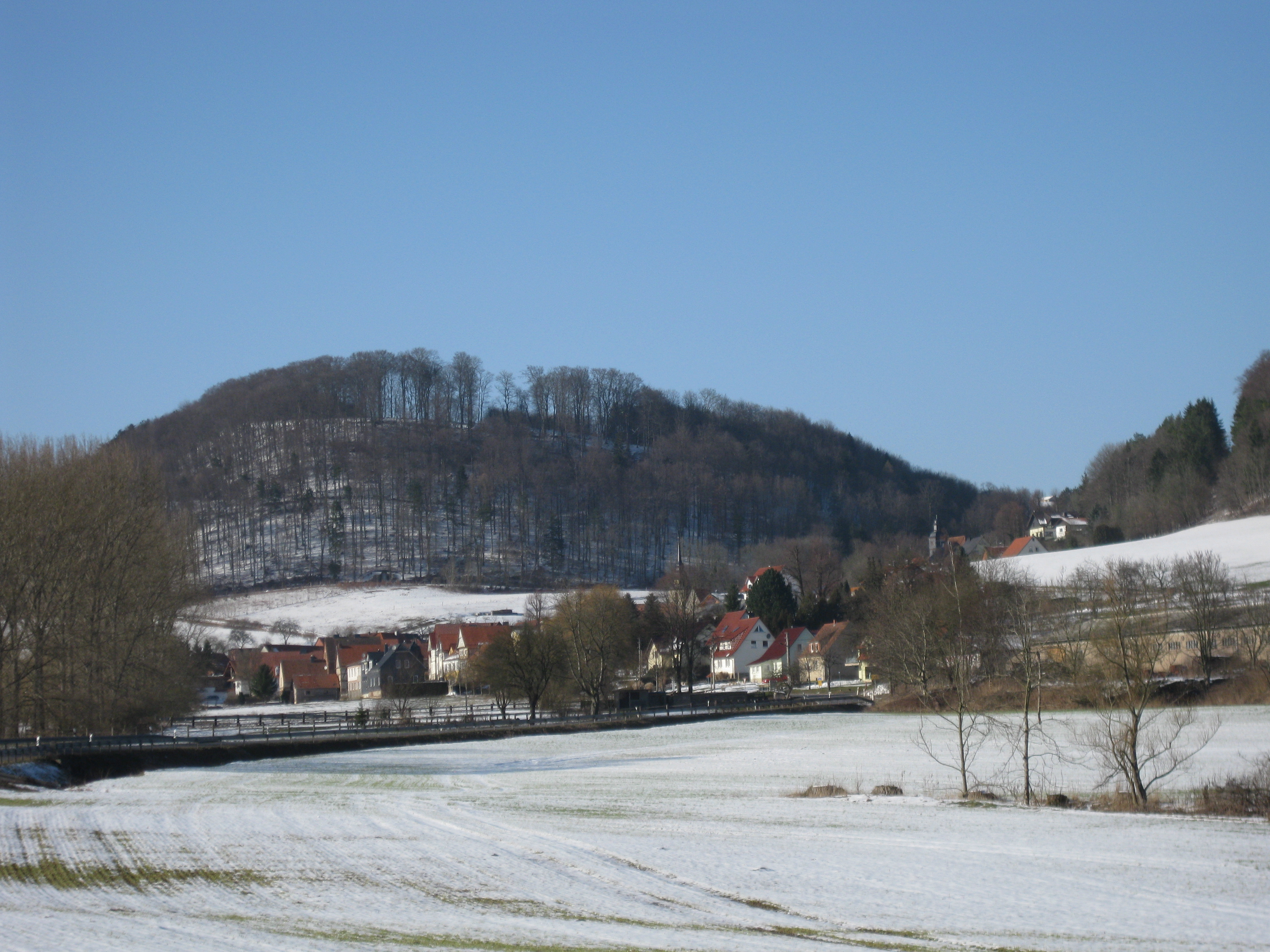
Bernterode mit dem Eichenberg von Süden gesehen

Man notierte ein Rittergut, ein Vorwerk, 68 Wohnhäuser, 97 Stallungen und Scheunen und ein Gemeindehaus. Die katholische Kirche ist Filiale von Martinfeld. Die Dorfschule besuchten schulpflichtige 60 Knaben und 48 Mädchen. Im Ort betrieb man zu dieser Zeit die Rasch- und Kattunweberei, davon sind drei Baumwollwebstühle, vier Wolltuch- und 2 Leinenwebstühle. Als sonstige Gewerbe- und Handwerksbetriebe nennt die Übersicht: ein Wagner, ein Schneider, drei Schuhmacher, ein Pottaschesieder, zwei Tüncher, ein Barbier, zwei Grobschmiede. Ferner gibt es eine Ziegelhütte und zwei hausierende Krämer, 10 Knechte und 10 Mägde. Es gab eine Mühle die als Öl-, Schneide- und Mahlmühle nutzbar war. Vier Lebensmittelhändler (Victualienhändler) und zwei Schankwirte versorgten die Lebensmittel. Der gesamte Viehbestand umfasste 43 Pferde, 1 Esel, 117 Rinder, 336 Schafe, 56 Ziegen und 84 Schweine. Die Dorfflur, das Vorwerk Ascherode eingerechnet, umfasste 3131 Morgen Fläche, die landwirtschaftliche Nutzfläche umfasste davon 1532 Morgen Ackerland, 33 Morgen Gartenland, 65 Morgen Wiesen und 27 Morgen Weiden. Ferner wurden 1274 Morgen Gemeinde- und Privatwald und 197 Morgen Brachland genannt. Der Ertrag aus Geflügelhaltung und Bienenzucht war ebenso bedeutsam. Mehrfach wurde die Donnerwettersmühle im 19. Jahrhundert durch Unwetter beschädigt, auch war der Standort ungünstig gelegen, so musste die Müllersfamilie bereits um 1850 den Betrieb einstellen. Die Gebäude waren in schlechtem baulichen Zustand und wurden deshalb abgerissen, der Platz ist seitdem ein Obstgehölz und landwirtschaftliche Anbaufläche.
Ab 1945 war sie Teil der Sowjetischen Besatzungszone, ab 1949 der DDR. Von 1961 bis zur Wende und Wiedervereinigung 1989/1990 wurde Bernterode von der Sperrung der nahen innerdeutschen Grenze beeinträchtigt.
Seit 1990 gehört der Ort zum wiedergegründeten Bundesland Thüringen. Die Gemeinde Bernterode (bei Heilbad Heiligenstadt) war von 1997 bis 2018 Mitgliedsgemeinde der Verwaltungsgemeinschaft Ershausen/Geismar. Am 1. Januar 2019 wurde sie in die Stadt Heilbad Heiligenstadt eingemeindet.

## Einwohnerentwicklung
Entwicklung der Einwohnerzahl (31. Dezember):
| - 1994: 294 - 1995: 299 - 1996: 285 - 1997: 293 - 1998: 284 | - 1999: 279 - 2000: 272 - 2001: 270 - 2002: 265 - 2003: 257 | - 2004: 246 - 2005: 234 - 2006: 230 - 2007: 220 - 2008: 222 | - 2009: 213 - 2010: 244 - 2011: 252 - 2012: 239 - 2013: 242 | - 2014: 239 - 2015: 237 - 2016: 234 - 2017: 233 |

Datenquelle: Thüringer Landesamt für Statistik

## Wappen
Das Wappen wurde am 4. Oktober 1996 verliehen und ist ein sogenanntes sprechendes Wappen, das den Namen des Orts darstellt. Ähnliche Darstellungen entstanden schon um 1950.

## Sehenswürdigkeiten

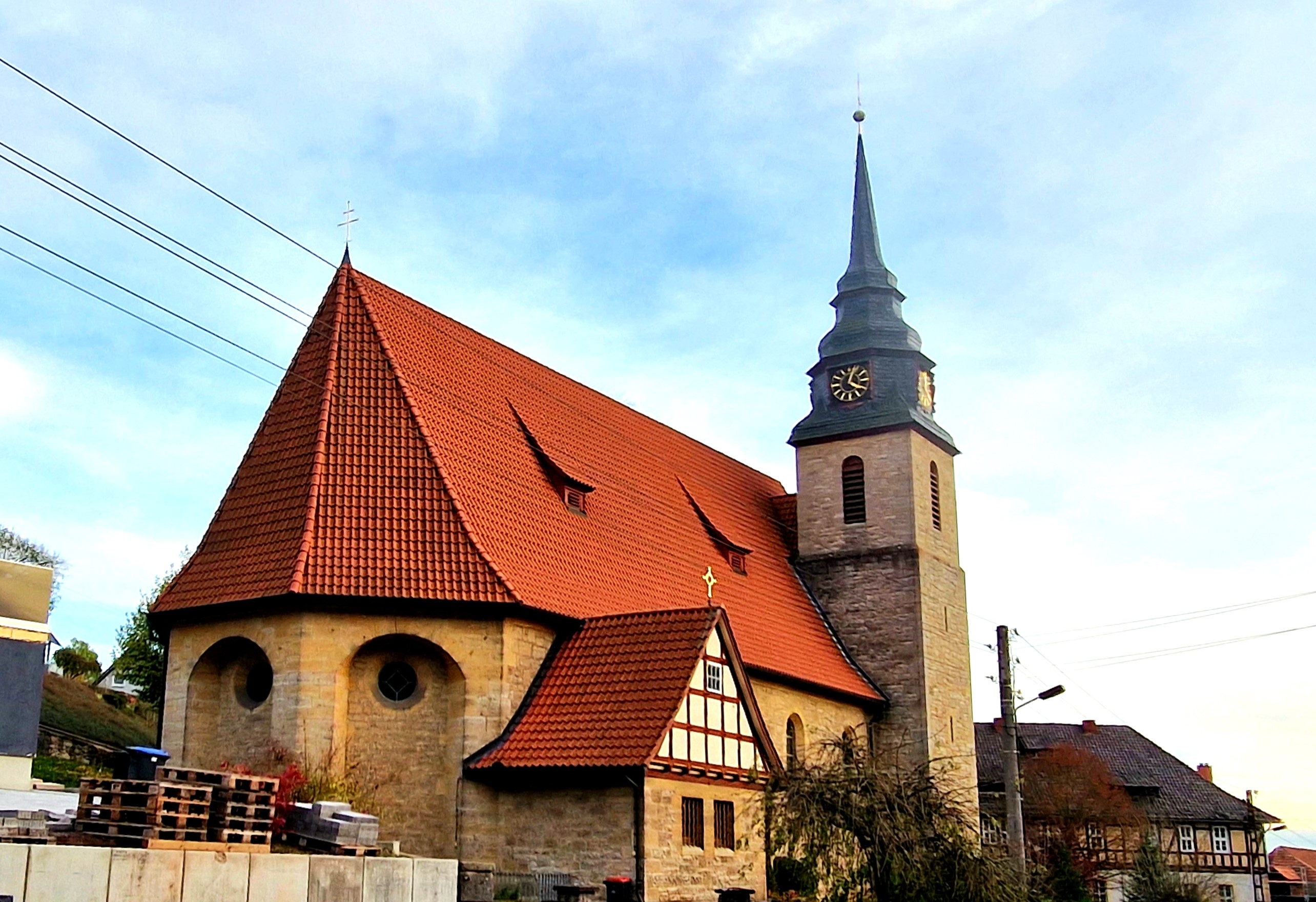
St. Cyriakus (neue Kirche)

- römisch-katholische Kirche St. Cyriakus (neue Kirche)
- ehemalige römisch-katholische Kirche St. Cyriakus (alte Kirche)

## Persönlichkeiten
- Lorenz Blank (1862–1922), römisch-katholischer Arbeitersekretär und Politiker (Zentrum), Mitglied der Weimarer Nationalversammlung und des hannoverschen Provinziallandtags